# All by Myself
All by Myself – ballada skomponowana przez Erica Carmena w 1975 roku. Fragment muzyki pochodzi z II koncertu fortepianowego c-moll, op. 18 rosyjskiego kompozytora Siergieja Rachmaninowa. Kompozycja w oryginale ukazała się na wydanym nakładem Arista Records albumie zatytułowany Eric Carmen. Utwór był wielokrotnie interpretowany przez takich wykonawców jak: Céline Dion, Frank Sinatra, Tom Jones, Sheryl Crow, Hank Williams Jr. czy Babes in Toyland.

## Wersja Céline Dion
„All By Myself” to piąty singel znajdujący się na płycie Falling into You kanadyjskiej piosenkarki Céline Dion.
Singel został wydany w Europie 7 października 1996, w Australii 13 stycznia 1997, a w Ameryce Północnej 11 marca 1997. Céline Dion nagrała również hiszpańską wersję „All By Myself” zatytułowaną „Sola Otra Vez”.